# Lisa Kibangui
Lisa Kibangui est une magistrate française. Elle est la première métisse calédonienne à devenir magistrate.

## Biographie
Lisa Kibangui commence sa carrière come avocate et est la première calédonienne inscrite au barreau de Nouméa. Elle défend en particulier les cas d’agressions sexuelles, la Nouvelle-Calédonie ayant le record d'agressions sexuelles. En 2014, elle défend une victime dont l'un des agresseurs est l'ancien consul de Grande-Bretagne en Nouvelle-Calédonie. En 2016, elle explique le fonctionnement des versements des dommages et intérêts.
En août 2000, elle est admissible au concours d'accès à l'École nationale de la magistrature puis est nommée au tribunal judiciaire de Nancy en Novembre 2020. Elle est juge aux affaires familiales au tribunal judiciaire de Nancy depuis 2021.Elle est la première métisse calédonienne à devenir magistrate,,.
En juillet 2024, elle devient vice-présidente au tribunal judiciaire de Nancy,.